# Joaquín Beltrán
Joaquín Beltrán Vargas (Città del Messico, 29 aprile 1977) è un ex calciatore messicano, di ruolo difensore.

## Carriera

### Club
Ha debuttato nei Pumas UNAM, in cui ha trascorso la maggior parte della sua carriera. Era il 24 novembre 1996, in una partita contro il Morelia, dove la squadra ha vinto per 3-2.
Dopo che gli scadde il contratto con i Pumas, ha firmato con il Necaxa per il torneo di Apertura 2006. Dopo una stagione, Beltrán si trasferisce al Cruz Azul. Nella draft del 2009 passa al Querétaro dopo essersi svincolato dal Cruz Azul.

### Nazionale
Dal 1999 al 2008 è stato un membro della nazionale messicana con 17 presenze.